# Tingis (hémiptère)
Genre
Tingis est un genre d'insectes de l'ordre des hémiptères, du sous-ordre des hétéroptères (punaises), de la famille des Tingidae, de la sous-famille des Tinginae et de la tribu des Tingini.

## Historique et dénomination
Le genre Tingis  a été décrit par l'entomologiste danois Johan Christian Fabricius en 1803.

## Description
Ils ont les ailes antérieures (hémiélytres) tachetées de noir ou de brun et s'attaquent aux feuilles de divers arbres cultivés (poirier, amandier, platane). On parle d'insecte ravageur.

## Taxinomie
Liste des espèces
- Tingis auriculata (Costa, 1847)
- Tingis cardui (Linnaeus, 1758)